# Вільна Україна (Скадовський район)
Вільна Украї́на — село в Україні, у Чулаківській сільській громаді Скадовського району Херсонської області. Населення становить 7 осіб.

## Населення
Згідно з переписом УРСР 1989 року чисельність наявного населення села становила 21 особа, з яких 8 чоловіків та 13 жінок.
За переписом населення України 2001 року в селі мешкало 7 осіб.

### Мова
Розподіл населення за рідною мовою за даними перепису 2001 року:
| Мова       | Відсоток |
| ---------- | -------- |
| російська  | 85,71 %  |
| українська | 14,29 %  |

## Уродженці
- Гомон Микола Володимирович (нар. 1942) — український прозаїк, Заслужений журналіст України.